# Fosse de Nankai
La fosse de Nankai est une dépression sous-marine située au sud de la région de Nankaidō de l'île japonaise de Honshū, s'étendant sur environ 900 km au large. La faille sous-jacente, le méga-chevauchement de Nankai, est la source de tremblements de terre dévastateurs, tandis que la fosse est potentiellement une source majeure d'hydrocarbures, sous forme de clathrate de méthane.